# Agathia rubrilineata
Agathia rubrilineata là một loài bướm đêm trong họ Geometridae.